# Johanna Konta
Johanna Konta (Sydney, Austràlia, 17 de maig de 1991) és una exjugadora de tennis professional britànica d'origen australià.
En el seu palmarès s'hi troben tres títols individuals, arribant a ser número 4 del rànquing individual l'any 2017. Va esdevenir la primera tennista britànica en entrar al Top 10 en trenta anys, des de Jo Durie.

## Biografia
Va néixer a Sydney (Austràlia) de pares hongaresos immigrants, Gábor i Gabriella. Ambdós van emigrar a Austràlia per separat i es van conèixer allà. El seu avi Tamás Kertész (1929-1989) va ser un jugador de futbol hongarès, i té una germanastra per part de pare, Eva Mumford. Als seus inicis esportius, va competir en atletisme i tennis com a australiana. Va traslladar-se amb la seva família a Eastbourne (Regne Unit) quan tenia catorze anys, tot i que durant quinze mesos va assistir a la Sánchez-Casal Tennis Academy de Barcelona. El maig del 2012 va obtenir la ciutadania britànica, i des de llavors va jugar per Gran Bretanya a la Copa Federació, malgrat que conserva tres passaports, el britànic, l'australià i l'hongarès.

## Carrera professional
- 2008: guanya el seu primer torneig ITF, el $10.000 de Mostar (Bòsnia i Hercegovina) poc abans de fer els 17 anys.
- 2009: Finalista al ITF $25.000 de Sutton, perd la final contra Katie O'Brien. Guanya el Challenger $25.000 de Waterloo (Canadà), a Heidi El Tabakh. Passa del lloc 668 al 360 de rànquing.
- 2010: Guanya el RBC Bank Women's Challenger de Raleigh (Estats Units), de $50.000, derrotant a Lindsay Lee-Waters. Guanya el seu segon ITF, el $10.000 de Westende (Bèlgica) davant de Nicky Van Dyck.
- 2011: Guanya el ITF Aegon GB Pro-Series de Woking, al juliol, vencent a Laura Robson. Després d'una lesió de dos mesos, s'imposa en el torneig $10.000 de Madrid, a Lucy Brown a la final. Aquell any va passar del lloc 248 al 305.
- 2012: Guanya el $25.000 de Rancho Mirage al febrer i arriba a la segona ronda del torneig WTA de Copenhaguen. Després d'obtenir la ciutadania britànica al maig, rep una invitació per a Wimbledon, i perd 10-8 en el tercer set contra Christina McHale. Finalista al $50.000 de Lexington. Es classifica pel US Open, on guanya a la número 59, Tímea Babos en primera ronda, en la seva primera victòria en un Grand Slam. Cau en segona ronda contra la belarussa Olga Govortsova. A final d'any acaba en el lloc 153 del rànquing.
- 2013: Debuta a la Fed Cup amb la Gran Bretanya guanyant a Bòsnia i Hercegovina. Al juny arriba a les semifinals del $75.000, ITF Aegon Trophy. Després guanya els ITF $25.000 de Winnipeg (Canadà), i el $100.000 ITF Odlum Brown Vancouver Open, i obté el lloc 115 de la classificació WTA.
- 2014: Entra directament als quadres de Wimbledon i del US Open perdent a la primera ronda en ambdós casos.
- 2015: Es classifica per a Roland Garros; perd en primera ronda contra Denisa Allertová després de jugar el tiebreak més llarg de la història del tennis femení (17-19). A Eastbourne, guanya a Iekaterina Makàrova i Garbiñe Muguruza. Aconsegueix l'ITF de Granby (Canadà) contra Kirsten Flipkens. Al US Open tora a guanyar a Muguruza i després a Andrea Petkovic.
- 2016: A Austràlia, després de vèncer a Venus Williams i a Zhang Shuai, assoleix per primera vegada unes semifinals d'un Grand Slam. Al juliol aconsegueix el seu primer títol WTA a Stanford (Estats Units), guanyant a Venus Williams. Va viatjar a Rio de Janeiro en representació del Regne Unit als Jocs Olímpics, tant en individuals com en dobles femenins. En el torneig individual va caure als quarts de final contra l'alemanya Angelique Kerber.
- 2017: Comença l'any emportant-se el seu segon torneig WTA a Sydney, i a l'abril aconsegueix el seu trofeu més important fins al moment, a Miami. Aquests bons resultats la porten al número 7 del rànquing WTA.
- 2021: Va anunciar la seva retirada en finalitzar la temporada. Malgrat els problemes físics en els genolls, darrerament constants, el principal motiu de la retirada fou que no ja no podia suportar la dedicació que comporta el tennis professional.[4]

## Entrenament i equip
Inicialment es va formar a l'Acadèmia Sánchez-Casal de Barcelona, fins que els seus pares es van instal·lar a Anglaterra el 2005. El gener de 2011, va començar a entrenar a la Weybridge Tennis Academy d'Anglaterra sota la tutela de Justin Sherring. Va entrenar a la National Tennis Academy de Roehampton amb en Louis Cayer i, des de mitjans del 2012, amb en Julien Picot a qui va deixar a començaments del 2014 per raons personals.
Quan a l'agost del 2014 la Federació Britànica de Tennis exclou als jugadors d'elit de les seves instal·lacions, ella va començar a treballar amb l'espanyol Esteban Carril, i amb Juan Coto, des de finals del 2014, com a psicòleg. Les restriccions pressupostàries de la Federació el 2015 van motivar el seu trasllat a Gijón, on entrena també amb Jose Manuel García.
El desembre de 2016 va canviar d'entrenador i va començar a preparar la temporada 2017 al National Tennis Centre de Roehampton amb en Wim Fissette i Andrew Fitzpatrick.

## Palmarès

### Individual: 9 (4−5)
| 2009 − 2020             | Després de 2021 |
| ----------------------- | --------------- |
| Grand Slam (0−0)        |                 |
| WTA Finals (0−0)        |                 |
| Premier Mandatory (1−1) | WTA 1000 (0−0)  |
| Premier 5 (0−1)         | WTA 1000 (0−0)  |
| Premier (2−0)           | WTA 500 (0−0)   |
| International (0−3)     | WTA 250 (1−0)   |

| Títols per superfície |
| --------------------- |
| Dura (3−1)            |
| Gespa (1−2)           |
| Terra batuda (0−2)    |

| Resultat   | Núm. | Data                 | Torneig                | Superfície   | Oponent             | Marcador         |
| ---------- | ---- | -------------------- | ---------------------- | ------------ | ------------------- | ---------------- |
| Guanyadora | 1.   | 24 de juliol de 2016 | Stanford, Estats Units | Dura         | Venus Williams      | 7−5, 5−7, 6−2    |
| Finalista  | 1.   | 9 d'octubre de 2016  | Pequín, Xina           | Dura         | Agnieszka Radwańska | 4−6, 2−6         |
| Guanyadora | 2.   | 14 de gener de 2017  | Brisbane, Austràlia    | Dura         | Agnieszka Radwańska | 4−6, 2−6         |
| Guanyadora | 3.   | 2 d'abril de 2017    | Miami, Estats Units    | Dura         | Caroline Wozniacki  | 6−4, 6−3         |
| Finalista  | 2.   | 18 de juny de 2017   | Nottingham, Regne Unit | Gespa        | Donna Vekić         | 6−2, 6−7(3), 5−7 |
| Finalista  | 3.   | 17 de juny de 2018   | Nottingham (2)         | Gespa        | Ashleigh Barty      | 3−6, 6−3, 4−6    |
| Finalista  | 4.   | 4 de maig de 2019    | Rabat, Marroc          | Terra batuda | Maria Sakkari       | 6−2, 4−6, 1−6    |
| Finalista  | 5.   | 19 de maig de 2019   | Roma, Itàlia           | Terra batuda | Karolína Plísková   | 3−6, 4−6         |
| Guanyadora | 4.   | 13 de juny de 2021   | Nottingham             | Gespa        | Zhang Shuai         | 6−2, 6−1         |

### Torneigs ITF

#### Individual: 14 (11−3)
| Circuit ITF             |
| ----------------------- |
| Torneigs 100.000$ (2−0) |
| Torneigs 75.000$ (0−0)  |
| Torneigs 50.000$ (2−1)  |
| Torneigs 25.000$ (4−2)  |
| Torneigs 15.000$ (0−0)  |
| Torneigs 10.000$ (3−0)  |

| Títols per superfície |
| --------------------- |
| Dura (8−2)            |
| Gespa (0−0)           |
| Terra batuda (3−1)    |

| Resultat   | Núm. | Data                  | Torneig                      | Superfície   | Oponent            | Marcador       |
| ---------- | ---- | --------------------- | ---------------------------- | ------------ | ------------------ | -------------- |
| Guanyadora | 1.   | 5 de maig de 2008     | Mostar, Bòsnia i Hercegovina | Terra batuda | Janina Toljan      | 6−3, 3−6, 6−4  |
| Finalista  | 1.   | 2 de febrer de 2009   | Sutton, Regne Unit           | Dura (i)     | Katie O'Brien      | 6−3, 2−6, 4−6  |
| Guanyadora | 2.   | 22 de juny de 2009    | Waterloo, Canadà             | Terra batuda | Heidi El Tabakh    | 6−2, 3−6, 6−3  |
| Guanyadora | 3.   | 10 de maig de 2010    | Raleigh, Estats Units        | Terra batuda | Lindsay Lee-Waters | 6−2, 5−7, 6−4  |
| Guanyadora | 4.   | 16 d'agost de 2010    | Westende, Bèlgica            | Dura         | Nicky Van Dyck     | 6−1, 6−0       |
| Guanyadora | 5.   | 11 de juliol de 2011  | Woking, Regne Unit           | Dura         | Laura Robson       | 6−4, 1−1, ret. |
| Guanyadora | 6.   | 5 de setembre de 2011 | Madrid, Espanya              | Dura         | Lucy Brown         | 6−2, 6−1       |
| Guanyadora | 7.   | 6 de febrer de 2012   | Rancho Mirage, Estats Units  | Dura         | Lenka Wienerová    | 6−0, 6−4       |
| Finalista  | 2.   | 29 de juliol de 2012  | Lexington, Estats Units      | Dura         | Julia Glushko      | 3−6, 0−6       |
| Guanyadora | 8.   | 22 de juliol de 2013  | Winnipeg, Canadà             | Dura         | Samantha Murray    | 6−3, 6−1       |
| Guanyadora | 9.   | 29 de juliol de 2013  | Vancouver, Canadà            | Dura         | Sharon Fichman     | 6−4, 6−2       |
| Finalista  | 3.   | 6 d'abril de 2015     | Jackson, Estats Units        | Terra batuda | Anhelina Kalinina  | 3−6, 4−6       |
| Guanyadora | 10.  | 20 de juliol de 2015  | Granby, Canadà               | Dura         | Stéphanie Foretz   | 6−2, 6−4       |
| Guanyadora | 11.  | 17 d'agost de 2015    | Vancouver (2)                | Dura         | Kirsten Flipkens   | 6−2, 6−4       |

#### Dobles femenins: 7 (4−3)
| Circuit ITF             |
| ----------------------- |
| Torneigs 100.000$ (2−0) |
| Torneigs 75.000$ (0−1)  |
| Torneigs 50.000$ (1−1)  |
| Torneigs 25.000$ (1−1)  |
| Torneigs 15.000$ (0−0)  |
| Torneigs 10.000$ (0−0)  |

| Títols per superfície |
| --------------------- |
| Dura (2−2)            |
| Gespa (0−0)           |
| Terra batuda (2−1)    |

| Resultat   | Núm. | Data                   | Torneig                | Superfície   | Parella        | Oponents                             | Marcador         |
| ---------- | ---- | ---------------------- | ---------------------- | ------------ | -------------- | ------------------------------------ | ---------------- |
| Guanyadora | 1.   | 1 de març de 2011      | Irapuato, Mèxic        | Dura         | Tímea Babos    | Macall Harkins Nicole Rottmann       | 6−3, 6−4         |
| Finalista  | 1.   | 25 de setembre de 2011 | Shrewsbury, Regne Unit | Dura (i)     | Amanda Elliott | Maria João Koehler Katalin Marosi    | 6−7(3), 1−6      |
| Finalista  | 2.   | 18 de maig de 2014     | Sent Gaudenç, França   | Terra batuda | Sharon Fichman | Verónica Cepede Royg María Irigoyen  | 5−7, 3−6         |
| Finalista  | 3.   | 1 de febrer de 2015    | Surprise, Estats Units | Dura         | Maria Sanchez  | Jacqueline Cako Kaitlyn Christian    | 4−6, 7−5, [7−10] |
| Guanyadora | 2.   | 26 d'abril de 2014     | Dothan, Estats Units   | Terra batuda | Maria Sanchez  | P. Cristina Gonçalves Petra Krejsová | 6−3, 6−4         |
| Guanyadora | 3.   | 10 de maig de 2015     | Canha de Mar, França   | Terra batuda | Laura Thorpe   | Jocelyn Rae Anna Smith               | 1−6, 6−4, [10−5] |
| Guanyadora | 4.   | 23 d'agost de 2015     | Vancouver, Canadà      | Dura         | Maria Sanchez  | Raluca Olaru Anna Tatishvili         | 7−6(5), 6−4      |

## Trajectòria

### Individual
| Open d'Austràlia | A   | A   | Q2          | Q2          | Q1          | SF    | QF          | 2R          | 2R          | 1R          | 1R   | 0 / 6     | 11 – 6    |
| Roland Garros | A   | A   | Q2          | Q3          | 1R          | 1R    | 1R          | 1R          | SF          | 1R          | 1R   | 0 / 7     | 5 – 7     |
| Wimbledon | A   | 1R  | 1R          | 1R          | 1R          | 2R    | SF          | 2R          | QF          | NC          | A    | 0 / 8     | 11 – 8    |
| US Open | A   | 2R  | Q1          | 1R          | 4R          | 4R    | 1R          | 1R          | QF          | 2R          | A    | 0 / 8     | 12 – 8    |
| Jocs Olímpics | NC  | A   | No celebrat | No celebrat | No celebrat | QF    | No celebrat | No celebrat | No celebrat | No celebrat | A    | 0 / 1     | 3 – 1     |
| WTA Elite Trophy | A   | A   | A           | A           | A           | SF    | A           | A           | A           | NC          | A    | 0 / 1     | 2 – 1     |
| Total Victòries−Derrotes | 0–1 | 2–3 | 3–5         | 2–8         | 13–8        | 46–22 | 34–12       | 26–23       | 35–15       | 8–9         | 10–8 | 182 – 118 | 182 – 118 |
| Rànquing a final d'any | 305 | 153 | 112         | 150         | 47          | 10    | 9           | 39          | 12          | 14          | 111  |           |           |
| Llegenda: G: Guanyadora; F: Finalista; SF: Semifinalista; QF: Quarts de final; Q: Qualificació; A: Absent; RR: Round Robin; |     |     |             |             |             |       |             |             |             |             |      |           |           |

## Guardons
- WTA Most Improved Player (2016)